# Liquid Child
Liquid Child war ein deutsches Trance-Projekt bestehend aus Tobias Menguser und Jürgen Herbarth. Das Duo hatte auch unter den Pseudonymen Bells of Avalon, Trashbin, Traummaschine, Hermen und Watervoice produziert.

## Karriere
Das Duo hatte einen Charterfolg mit ihrer Single Diving Faces, welche 1999 in den britischen Singlecharts auf Platz 25 kam. 1999 erschien mit Return to Atlantis die Nachfolgesingle. Mit Non-Stop veröffentlichten sie im Jahr 2000 eine Compilation. Die beiden haben auch einige Produktionen unter verschiedenen Pseudonymen wie etwa „Trashbin“, „Hermen“ und „Bells of Avalon“ veröffentlicht.
Im Jahr 2007 erschien das Debütalbum 25th Floor von Liquid Child.

## Diskographie

### Alben
- 2007: 25th Floor

### Produktionen
- 1998: Diving Faces
- 1998: On the Streets / Teleblast (als Trashbin)
- 1999: Return to Atlantis
- 1999: Who Do I Care ... (als Hermen)
- 1999: Face Modulation (als Trashbin)
- 1999: Blue Sun (als Watervoice)
- 2000: Bells of Avalon (als Bells of Avalon)
- 2000: Maschinentraum (als Traummaschine)
- 2001: Magic Crystals

### Remixe
- 1999: Allure – Rejected
- 1999: Rollergirl – Dear Jessie
- 1999: Frank Künne – L.O.V.E
- 2000: DJ Tatana – Dream Off
- 2001: ATC – Why Oh Why